# Milnesium beatae
Espèce
Milnesium beatae est une espèce de tardigrades de la famille des Milnesiidae. 

## Distribution
Cette espèce est endémique de la province de Río Negro en Argentine. Elle se rencontre dans le parc national Nahuel Huapi.

## Description
Milnesium beatae mesure de 662 à 1 011 µm.

## Étymologie
Cette espèce est nommée en l'honneur de Beata Ostasiewicz.

## Publication originale
- Roszkowska, Ostrowska & Kaczmarek, 2015 : The genus Milnesium Doyère, 1840 (Tardigrada) in South America with descriptions of two new species from Argentina and discussion of the feeding behaviour in the family Milnesiidae. Zoological Studies, no 54, p. 1–17 (texte intégral).